# Општина Владени (Ботошани)
Владени (рум. Vlădeni) општина је у Румунији у округу Ботошани.
Oпштина се налази на надморској висини од 275 m.